# Mistrzostwa Świata FIBT 1974
Mistrzostwa Świata FIBT 1974 odbyły się w dniu 15 lutego 1974 w szwajcarskiej miejscowości Sankt Moritz, gdzie rozegrano konkurencję męskich dwójek i czwórek bobslejowych.

## Dwójki
- Data: 15 lutego 1974

| Miejsce | Państwo    | Zawodnik                             | Czas |
| ------- | ---------- | ------------------------------------ | ---- |
| 1       | RFN        | Wolfgang Zimmerer Peter Utzschneider | –    |
| 2       | RFN        | Georg Heibl Fritz Ohlwärter          | –    |
| 3       | Szwajcaria | Fritz Lüdi Karl Häseli               | –    |

## Czwórki
- Data: 15 lutego 1974

| Miejsce | Państwo    | Zawodnik                                                            | Czas |
| ------- | ---------- | ------------------------------------------------------------------- | ---- |
| 1       | RFN        | Wolfgang Zimmerer Peter Utzschneider Manfred Schumann Albert Wurzer | –    |
| 2       | Szwajcaria | Hans Candrian Guido Casty Yves Marchand Gaudenz Beeli               | –    |
| 3       | Austria    | Werner Delle Karth Walter Delle Karth Hans Eichinger Fritz Sperling | –    |

## Tabela medalowa
| Miejsce | Państwo    |   |   |   | Razem |
| ------- | ---------- | - | - | - | ----- |
| 1.      | RFN        | 2 | 1 | 0 | 3     |
| 2.      | Szwajcaria | 0 | 1 | 1 | 2     |
| 3.      | Austria    | 0 | 0 | 1 | 1     |